# Apogonia impressa
Apogonia impressa är en skalbaggsart som beskrevs av Conrad Ritsema 1898. Apogonia impressa ingår i släktet Apogonia och familjen Melolonthidae. Inga underarter finns listade i Catalogue of Life.